# Wilhelm Fraenger
Wilhelm Fraenger (Erlangen, 5 juni 1890 - Potsdam, 19 februari 1964) was een Duitse kunsthistoricus en volkskundige. Hij was gespecialiseerd in de periode van de Duitse Boerenoorlog en in de laatmiddeleeuwse-vroegmoderne mystiek. Hij schreef studiën over Jörg Ratgeb, Matthias Grünewald en Hieronymus Bosch.
Fraenger werd geboren in Erlangen. Hij studeerde van 1910 tot 1918 aan de Universiteit van Heidelberg onder andere kunstgeschiedenis, germanistiek en Duitse volkskunde. In 1915 en 1916 diende hij als Gefreiter bij een reserve-onderdeel van het keizerlijke leger.
Na zijn promotie werkte hij als zelfstandig schrijver. In 1920 huwde hij zijn jeugdvriendin Gustel (Auguste) Esslinger. In 1927 werd hij bibliothecaris te Mannheim, maar in 1933 werd hij om politieke redenen ontslagen; Fraenger was namelijk marxist. Vervolgens werkte hij bij radiozenders en daarna als adviseur bij het Schillertheater.
Na de oorlog werd hij lid van de KPD. Na een partijonderzoek werd hij in 1948 uit de inmiddels gefuseerde SED gezet. In deze periode was hij als politicus werkzaam.
In 1947 bracht hij zijn beruchte werk over Hieronymus Bosch uit. Hij zag Bosch als een occulte mysticus die nauwe banden zou hebben met de adamieten, een sekte van polygame naaktlopers die een eeuw eerder in Brabant actief was. Zijn werk over Bosch was destijds zeer invloedrijk, maar werd algauw gekraakt in de academische wereld. Desondanks bleef zijn hypothese welig voortleven in de massamedia en de werken van esoterische schrijvers.
Vanaf 1953 was hij wetenschappelijk medewerker, ditmaal in de volkskunde. Hij overleed in 1964 in Potsdam op de leeftijd van 73 jaar.